# Herrarnas stafett vid världsmästerskapen i skidskytte 2013
Herrarnas stafett vid skidskytte‐VM 2013 avgjordes lördagen den 16 februari 2013 kl. 15:15 (CET) i Nové Město na Moravě i Tjeckien.
Detta var herrarnas näst sista tävling på dessa världsmästerskap. Distansen var 4 × 7,5 km. Totalt åtta skjutningar: fyra liggande och fyra stående. Varje åkare hade fem ordinarie skott + tre extraskott på sig att skjuta ner de fem målen. Om det fortfarande fanns prickar kvar efter totalt åtta skott blev det straffrunda (-or).
Norge tog sin fjärde raka världsmästartitel med över en minuts marginal till silvermedaljörerna från Frankrike. Det tyska laget slutade trea – trots två straffrundor på sista skyttet.

## Tidigare världsmästare i stafett
| År   | Ort             | Mästare         |
| ---- | --------------- | --------------- |
| 2007 | Antholz         | Ryssland        |
| 2008 | Östersund       | Ryssland        |
| 2009 | Pyeongchang     | Norge           |
| 2010 | Chanty-Mansijsk | Tävlades inte i |
| 2011 | Chanty-Mansijsk | Norge           |
| 2012 | Ruhpolding      | Norge           |

## Resultat
| Placering | Land      | Namn                                                                   | Tid       | Straffrundor + extraskott | Straffrundor + extraskott                               | Straffrundor + extraskott |
| Placering | Land      | Namn                                                                   | Tid       | Totalt                    | Individuellt (Ligg – Stå)                               |                           |
| --------- | --------- | ---------------------------------------------------------------------- | --------- | ------------------------- | ------------------------------------------------------- | ------------------------- |
| 1         | Norge     | Ole Einar Bjørndalen Henrik L’Abée-Lund Tarjei Bø Emil Hegle Svendsen  | 1.15.39,0 | 0 + 5                     | 0 + 1 – 0 + 2 0 + 0 – 0 + 0 0 + 1 – 0 + 0 0 + 0 – 0 + 1 |                           |
| 2         | Frankrike | Simon Fourcade Jean-Guillaume Béatrix Alexis Bœuf Martin Fourcade      | + 1.12,8  | 0 + 7                     | 0 + 0 – 0 + 3 0 + 0 – 0 + 1 0 + 0 – 0 + 2               |                           |
| 3         | Tyskland  | Simon Schempp Andreas Birnbacher Arnd Peiffer Erik Lesser              | + 1.18,5  | 2 + 3                     | 0 + 0 – 0 + 0 0 + 0 – 2 + 3                             |                           |
| 4         | Ryssland  | Anton Sjipulin Jevgenij Ustiugov Jevgenij Garanitjev Dmitrij Malysjko  | + 1.24,1  | 2 + 7                     | 0 + 0 – 0 + 1 0 + 0 – 2 + 3 0 + 1 – 0 + 1               |                           |
| 5         | Österrike | Simon Eder Daniel Mesotitsch Christoph Sumann Dominik Landertinger     | + 1.38,9  | 0 + 5                     | 0 + 0 – 0 + 0 0 + 0 – 0 + 2 0 + 0 – 0 + 1 0 + 0 – 0 + 2 |                           |
| 6         | Tjeckien  | Michal Šlesingr Ondřej Moravec Jaroslav Soukup Michal Krčmář           | + 2.50,1  | 0 + 9                     | 0 + 0 – 0 + 1 0 + 2 – 0 + 2 0 + 1 – 0 + 2 0 + 0 – 0 + 1 |                           |
| 7         | Italien   | Christian De Lorenzi Dominik Windisch Christian Martinelli Lukas Hofer | + 3.04,9  | 1 + 9                     | 0 + 0 – 1 + 3 0 + 2 – 0 + 0 0 + 1 – 0 + 1 0 + 0 – 0 + 2 |                           |
| 8         | Kanada    | Jean-Philippe Le Guellec Scott Gow Nathan Smith Scott Perras           | + 3.05,7  | 0 + 9                     | 0 + 1 – 0 + 1 0 + 2 – 0 + 1 0 + 1 – 0 + 0 0 + 0 – 0 + 3 |                           |
| 9         | Bulgarien | Michail Kletjerov Miroslav Kenanov Vladimir Ilijev Krasimir Anev       | + 3.11,6  | 0 + 5                     | 0 + 1 – 0 + 0 0 + 0 – 0 + 1 0 + 1 – 0 + 1 0 + 0 – 0 + 1 |                           |
| 10        | Slovakien | Dušan Šimočko Pavol Hurajt Matej Kazár Miroslav Matiaško               | + 3.27,8  | 0 + 9                     | 0 + 1 – 0 + 0 0 + 1 – 0 + 2 0 + 2 – 0 + 1 0 + 1 – 0 + 1 |                           |